# Balacra micromacula
Balacra micromacula är en fjärilsart som beskrevs av Embrik Strand 1920. Balacra micromacula ingår i släktet Balacra och familjen björnspinnare. Inga underarter finns listade i Catalogue of Life.